# محمد بن عبد العزيز اليحيى
محمد بن عبد العزيز بن إبراهيم اليحيى (3 يوليو 1943 - 26 يونيو 2016) من أعلام علم العقاقير والأعشاب الطبية بالمملكة العربية السعودية والعالم العربي ومن المتميزين القلائل البارعين فيه.

## مولده ونشأته
محمد اليحيى من وهبة من قبيلة بني تميم، يكنى بأبي مساعد، وقد أورد الأستاذ محمد بن ناصر العبودي نبذة عنه وعن أسرته في معجم أسر بريدة.
ولد في غرة شهر رجب عام إثنان وستون وثلاثمائة وألف من الهجرة النبوية في مدينة بريدة عاصمة منطقة القصيم ونشأ في بيت علم ودين وتربى بين أحضان والديه.

## المؤهلات العلمية
تخرج من كلية الصيدلة - جامعة الملك سعود تخصص بكالوريوس الصيدلة والكيمياء الصيدلية عام 1971 م - 1390هــ.
ثم ابتُعِث إلى بريطانيا حيث نال درجة الماجستير والدكتوراه في الصيدلة من جامعة نوتنجهام بالمملكة المتحده عام 1976 م - 1395 هـ. وعلى طريقة المتميزين تدرج وبالسرعةِ القياسية في سلك التدريس من أستاذ مساعد ثم أستاذ مشارك ثم توج إنجازاته العلمية والاكاديميه بترقيته إلى أستاذ بقسم العقاقير والنباتات الطبية في كلية الصيدلة- جامعة الملك سعود عام 1986 م - 1406 هـ.

## تاريخه الأكاديمي
1. معيد بقسم العقاقير – كلية الصيدلة – جامعة الملك سعود 1391 – 1392هـ
2. مدرس بقسم العقاقير – كلية الصيدلة – جامعة الملك سعود 1397 – 1399هـ
3. أستاذ مساعد بقسم العقاقير – كلية الصيدلة – جامعة الملك سعود 1399 – 1403هـ
4. أستاذ مشارك بقسم العقاقير – كلية الصيدلة – جامعة الملك سعود 1403 – 1407هـ
5. أستاذ بقسم العقاقير – كلية الصيدلة – جامعة الملك سعود 1407 – 1437هـ

## تاريخه الإداري
1. وكيل عمادة مركز الدراسات الجامعية للبنات - جامعة الملك سعود 1398 - 1400هـ
2. مدير مشروع التعاون العلمي المشترك بين كلية الصيدلة – جامعة الملك سعود وكلية الصيدلة – جامعة بوردو-الولايات المتحدة 1400 - 1407هـ
3. مشرف على وحدة أبحاث النباتات الطبية - كلية الصيدلة - جامعة - الملك سعود 1400- 1405هـ.
4. مدير مركز أبحاث النباتات الطبية والعطرية والسامة - كلية الصيدلة - جامعة - الملك سعود 1405-1418هـ
5. مدير مركز البحوث - كلية الصيدلة - جامعة الملك سعود 1419 - 1425هـ

## إنجازاته العلمية
1. الحصول على براءة اختراع في علاج وتثبيط مرض الربو (الأزمة) عن طريق نبات فغونيا بروقيري.[4][5]
2. الحصول على جائزة العالم المتميز في مجال الصيدلة.[6]
3. المشاركة في تأليف كتاب «الخواص التحليلية للمواد الدوائية» الجزء الحادي عشر، الأكاديمية الأمريكية – نيويورك 1402هـ
4. مؤلف مشارك في كتاب النباتات الطبية المستخدمة في الطب الشعبي السعودي - مدينة الملك عبد العزيز للعلوم والتقنية 1407هـ
5. مؤلف مشارك في كتاب النباتات الطبية في المملكة العربية السعودية - الجزءالأول عمادة شؤون المكتبات - جامعة الملك سعود 1408هـ
6. المشاركة في تأليف كتاب بعنوان «الخواص التحليلية للمواد الدوائية» الجزء السادس عشر الأكاديمية الأمريكية – نيويورك 1407هـ
7. مؤلف رئيسي لكتاب النباتات السعودية - مدينة الملك عبد العزيز للعلوم والتقنية – الرياض 1410هـ
8. مشارك في تأليف كتاب النباتات الوعائية في المملكة العربية السعودية- المجلد الأول 1419هـ
9. مؤلف مشارك في كتاب النباتات الطبية في المملكة العربية السعودية-الجزء الثاني 1420هـ
10. المشاركة في تأليف "موسوعة الثقافة التقليدية في المملكة العربية السعودية - دار الدائرة للنشر والتوثيق 1420هـ
11. مؤلف مشارك في ترجمة كتاب علم العقاقير لتريز وإيفانز من اللغة الإنجليزية إلى اللغة العربية 1424هـ
12. لديه مايزيد عن مائة بحث في مجالات «العقاقير والنباتات الطبيه وكيميائها» وقد نشرت هذه البحوث في دوريات ومجلات ومؤتمرات عالمية متخصصة في هذا المجال.

## الجمعيات العلمية
1. عضو الجمعية السعودية لعلوم الحياة 1401هـ
2. عضو الاتحاد الصيدلي العالمي 1401هـ
3. عضو الجمعية العربية لأبحاث النباتات الطبية 1402هـ
4. عضو جمعية كيمياء العقاقير بأمريكا الشمالية 1402هـ
5. عضو جمعية العقاقير بالولايات المتحدة الأمريكية 1402هـ
6. عضو الجمعية العالمية للسموم 1405هـ
7. عضو الجمعية الصيدلية السعودية 1411هـ
8. عضو الجمعية الأمريكية للمعلومات الدوائية 1416هـ
9. عضو المجموعة العربية التخصصية للنباتات 1416هـ
10. عضو الاتحاد العالمي لحماية الحياة الفطرية 1416هـ
11. عضو إصدار موسوعة الموهوبين - مؤسسة الملك عبد العزيز ورجاله للموهوبين 1426هـ

## وفاته
توفي محمد عن عمر يناهز الاثنين والسبعون عامًا وكانت وفاته مساء يوم الأحد 21 رمضان 1437 هـ الموافق 26 يونيو 2016 م في مدينة الرياض 

## وصلات خارجية
- جريدة الرياض / مقال بقلم م. سعد بن إبراهيم المعجل (رحم الله الدكتور اليحيى)